# Trisetum
Trisetum é um género botânico pertencente à família Poaceae. Há 75 espécies conhecidas desse gênero.
1. ↑  «Trisetum — World Flora Online». www.worldfloraonline.org. Consultado em 19 de agosto de 2020